# Independent Games Festival
Independent Games Festival (сокр. IGF, с англ. — «Фестиваль независимых игр») — ежегодный фестиваль, посвящённый инди-играм. Проводится ежегодно с 1998 года в США в рамках более крупного мероприятия Game Developers Conference. Организаторами фестиваля выступают CC Game Group, Game Developers Conference, журнал Game Developer, издание Gamasutra.

## Структура конкурса
С 2008 года фестиваль делится на две большие категории — IGF Competition и IGF Student Showcase.
IGF Competition включает семь наград:
- Гран-при Шеймуса Макнелли (Seumas McNally Grand Prize, 20000 долларов)
- Совершенство в изобразительном искусстве (Excellence In Visual Art, 2500 долларов)
- Совершенство в аудио (Excellence In Audio, 2500 долларов)
- Премия Нуво (Nuovo/Innovation Award, 2500 долларов)
- Техническое совершенство (Technical Excellence, 2500 долларов)
- Лучшая игра для веб-браузера (Best Web Browser Game, 2500 долларов)
- Приз зрительских симпатий (Audience Award, 2500 долларов)

На IGF Student Showcase отмечаются 10 заметных игр, представленных студентами-разработчиками. Каждая игра награждается премией в 500 долларов. С 2007 года также присуждается премия Best Student Game с наградой в 2500 долларов.

## Победители
Игры, получившие премию «Гран-при Шеймуса Макнелли» (англ. Seumas McNally Grand Prize)
- 2017: Quadrilateral Cowboy
- 2016: Her Story
- 2015: Outer Wilds
- 2014: Papers, Please
- 2013: Cart Life
- 2012: Fez
- 2011: Minecraft
- 2010: Monaco
- 2009: Blueberry Garden
- 2008: Crayon Physics Deluxe
- 2007: Aquaria
- 2006: Darwinia
- 2005: Gish и Wik and the Fable of Souls
- 2004: Savage: The Battle for Newerth и Oasis
- 2003: Wild Earth
- 2002: Bad Milk
- 2001: Shattered Galaxy
- 2000: Tread Marks
- 1999: Fire And Darkness

Другие награждённые:
- 2010: Ulitsa Dimitrova